# Severiano Melo
Severiano Melo là một đô thị thuộc bang Rio Grande do Norte, Brasil. Đô thị này có diện tích 157,833 km², dân số năm 2007 là 10714 người, mật độ 67,9 người/km².